# Carlos Vives
Carlos Alberto Vives Restrepo (Santa Marta, 7 de agosto de 1961) é um cantor, compositor e ator colombiano. Carlos Vives é conhecido no cenário musical latino por mesclar tradicionais ritmos colombianos — como a cumbia — com pop e rock. O artista é ganhador de dois prêmios Grammy Award e doze prêmios Grammy Latino.

## Biografia

### Inícios
Carlos Vives nasceu em 7 de agosto de 1961 em Santa Marta, Magdalena (Colômbia), onde passou seus primeiros 12 anos de vida. Nessa idade, ele e sua família se mudaram para Bogotá. Ele se matriculou na Universidade Jorge Tadeo Lozano e se formou em publicidade. Em Bogotá, ele também adquiriu gosto pelo rock, se envolveu na cena musical local e começou a tocar em bares e cafés ao redor da cidade.

### Anos 80
Em 1982, Vives começou a atuar em vários shows e telenovelas, incluindo Pequeños Gigantes (1983) e Tuyo es Mi Corazón (1985). Ele finalmente chegou à fama em 1986 ao interpretar o papel-título em Gallito Ramírez, que contou a história de um boxeador colombiano da costa caribenha que se apaixona por uma garota irritante, que foi retratada por sua primeira esposa, Margarita Rosa de Francisco.
Nesse mesmo ano, lançou seu primeiro álbum, Por Fuera y Por Dentro. O álbum, feito principalmente de baladas, não conseguiu nenhum sucesso. Em 1987, lançou seu segundo álbum de balada, No Podrás Escapar de Mí. Apesar de a faixa-título alcançar o nº 30 na Billboard Hot Latin Tracks, o álbum não vendeu bem. Seu próximo álbum, Al Centro de la Ciudad, se tornaria seu último álbum a apresentar baladas românticas com o uso de sintetizadores. Algumas das canções ganharam alguma atenção sendo destaque em telenovelas, mas o álbum, assim como seus antecessores, não conseguiu obter sucesso.
Em 1989, foi-lhe oferecido um trabalho temporário em Porto Rico. Além de mudar de país, ele deu um tempo em sua carreira musical. Vives é lembrado por seu papeis protagonistas nas novelas La Otra e Aventurera. Casou-se com Herlinda Gómez, sua segunda esposa (desde então se divorciaram). Vives passaria seu tempo entre a Colômbia, Miami e a cidade de Mayagüez, cidade natal de Herlinda, durante seu casamento com ela.

### Anos 90
Em seu retorno à Colômbia em 1991, foi-lhe oferecido um papel na televisão que mudaria sua vida para sempre. Ele foi escalado para o papel principal da série de ficção Escalona, baseada na vida do compositor Rafael Escalona. Ele cantou as canções do compositor na série, e foi então que ele reorientou sua carreira para ritmo vallenato, ganhando sucesso nacional com o lançamento dos dois álbuns da trilha sonora da telenovela, os álbuns foram Escalona: Un Canto à Vida e Escalona: Vol. 2.
Em 1993, acompanhado pela banda "La Provincia", Vives lançou o álbum Clásicos de la Provincia em que ele começou a fundir vallenato com rock, pop e outros ritmos tradicionais colombianos. Esta fusão escandalizou puristas do vallenato. Esse estilo de vallenato foi um enorme sucesso não só na Colômbia, mas em todos os países latinos, e o single líder dos álbuns, "La Gota Fría", se tornou um sucesso em toda a América Latina. Clásicos de la Provincia, ganhou o Billboard Latin Music Awards de Melhor Álbum e se tornaria um clássico intemporal na música colombiana e latino-americana, apresentando o vallenato tanto para a Colômbia quanto para o resto do mundo.
O álbum seguinte, La Tierra del Olvido marcaria um passo adicional no desejo de Vives de fundir rock, funk e pop com gêneros tradicionais colombianos. Esse álbum gerou hits clássicos como a faixa-título, e a faixa de abertura "Pa 'Mayte". Seus lançamentos posteriores, Tengo Fé (1997), El Amor de Mi Tierra (1999) foram um sucesso comercial e bem recebidos pela crítica especializada.

### Anos 2000

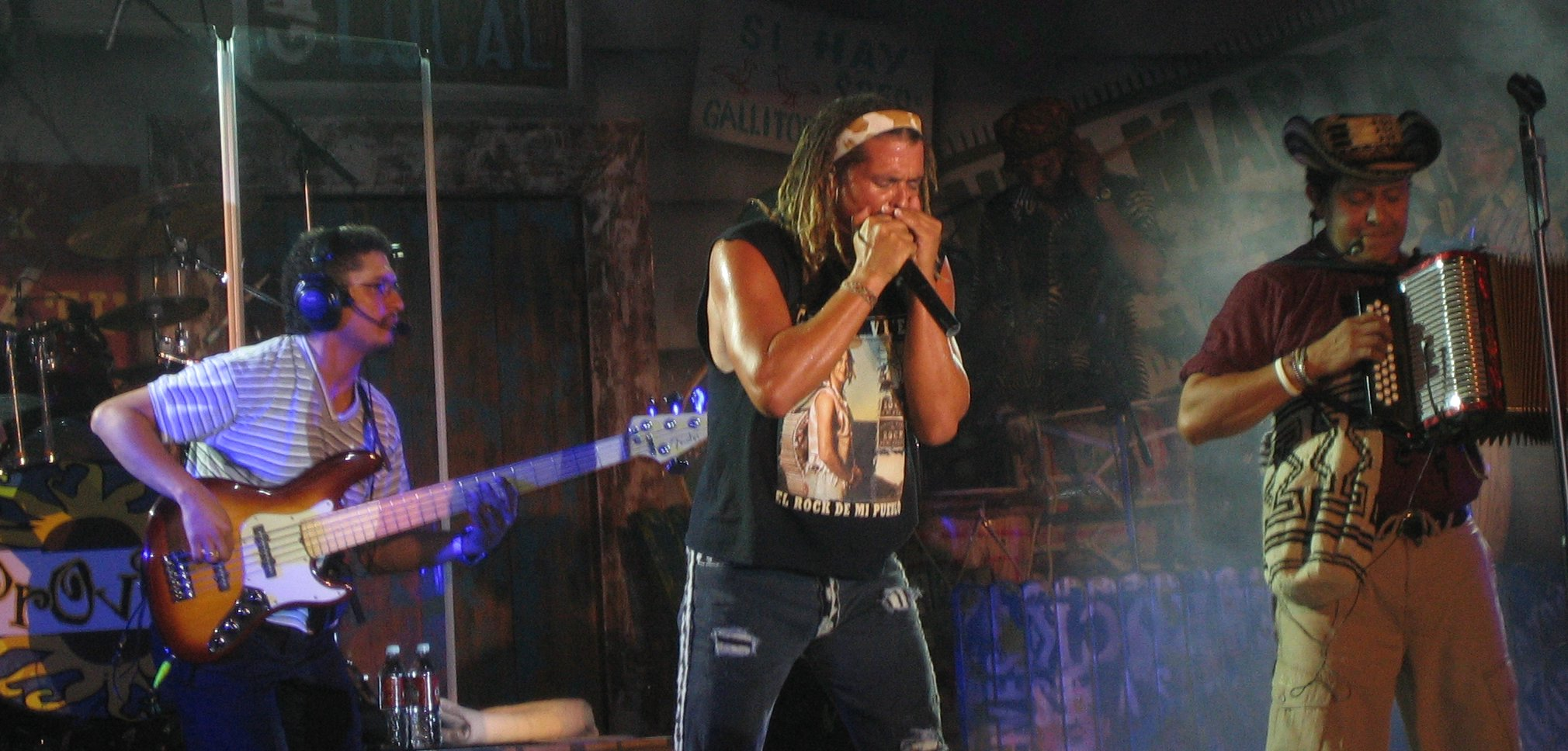
Carlos Vives (centro) se apresentado em 2005.

No início da década de 2000, os álbuns Déjame Entrar (2001) e El Rock de Mi Pueblo (2004) foram também comercialmente muito rentáveis  bem avaliados pelos críticos. Em 2002 álbum de Carlos Vives Déjame Entrar ele ganhou primeiro prêmio Grammy Award de Melhor Álbum Tradicional de Música Tropical. Já o álbum El Rock de Mi Pueblo ganhou o Grammy latino de Melhor Álbum Tropical Contemporâneo.
Vives também deu espaço à música infantil, transformando em música os poemas de Rafael Pombo. O álbum Pombo Musical foi bem recebido pelo mercado e pela crítica, resultando em mais um prêmio Grammy Latino (2009) em sua carreira, dessa vez na categoria de Melhor Álbum Infantil Latino.
Em 2009 lançou o álbum Clásicos de la Provincia II, que foi vendido exclusivamente na cadeia de supermercados colombiana Almacenes Éxito. O álbum traz o retorno de Vives a cantar famosas canções de vallenato em seu próprio estilo. Vendeu massivamente e o single "Las Mujeres" recebeu ampla divulgação nas rádios em toda a Colômbia.
Seus sucessos incluem "Matilde Lina", "La Hamaca Grande", "La gota fría", "Alicia Adorada", "Pa" Mayte, "La Tierra del Olvido", "Tu Amor Eterno", "Fruta Fresca" "Déjame Entrar", "Luna Nueva", "Carito", "Papadio", "Como Tú" e "Décimas Del Parecido" (esta última homenagem a Guillermo Martínez, radiodifusor cubano que reside em Mayagüez e em cujo programa Vives era um técnico de controle ocasional).

### Atualmente
Em 2012, Carlos Vives iniciou uma nova era na televisão e na música. Com mais de 40 canções escritas naquele ano, o novo álbum Corazón Profundo foi lançado em abril de 2013 e contou com 11 faixas. O álbum foi indicado a cinco prêmios Grammy Latino vencendo em três categorias. O primeiro single, "Volví a Nacer", foi lançado em setembro de 2012 e foi direto para o primeiro lugar da Billboard. O segundo single, "Como Le Gusta a Tu Cuerpo" com Michel Teló foi lançado no final de janeiro de 2013. Carlos também pôde ser visto na televisão em toda a Colômbia quando se juntou a outros artistas Ricardo Montaner, Fanny Lu e Andrés Cepeda como um dos treinadores para a primeira temporada do programa de televisão, La Voz Colombia, que estreou outubro 2012 via rede de TV colombiana Caracol Televisión.
Em 27 de maio de 2016, a canção "La Bicicleta", em parceria com a cantora colombiana Shakira, foi lançada como single de um álbum a ser lançado em 2017. O vídeoclipe da música foi filmado na Colômbia em cada uma de suas cidades de origem. A canção estreou no primeiro lugar no Billboard Radio Songs e número quatro no Hot Hot Latin Songs. Em 17 de novembro de 2016, "La Bicicleta" ganha os prêmios de canção e gravação do ano nos prêmios Grammy Latino.
Em 28 de julho de 2017, Carlos Vives apresenta o novo single Robarte a Beso, com Sebastián Yatra, alcançando os primeiros lugares nas paradas mundiais e alcançando um total de 700 milhões de visualizações em seu canal VEVO no YouTube. Seria apresentado no Festival Viña del Mar 2018 no Chile, o que surpreenderia ChocQuibTown, Sebastián Yatra e Wisin. Ele escreverá a música do festival de Vallenato, intitulado El Sombrero de Alejo, no qual cantará com vários ícones do vallenato colombiano, como Poncho Zuleta, Felipe Peláez, Peter Manjarrés, Jorge Oñate, Iván Villazón, Jorge Celedón e Silvestre Dangond.

## Discografia
- 1986: Por Fuera y por Dentro
- 1987: No Podrás Escapar de Mí
- 1989: Al Centro de la Cuidad
- 1991: Escalona: un Canto a la Vida
- 1992: Escalona: Vol. 2
- 1993: Clasicos de la Provincia
- 1994: 20 De Colección
- 1995: La Tierra del Olvido
- 1997: Tengo Fé
- 1999: El Amor de Mi Tierra
- 2001: Déjame Entrar
- 2004: El Rock de Mi Pueblo
- 2009: Clasicos de la Provincia II
- 2013: Corazón Profundo
- 2014: Más + Corazón Profundo
- 2015: Más Corazón Profundo En Vivo De La Bahia De Santa Marta
- 2017: Vives

## Filmografia
- 1982: Tiempo Sin Huella (Julián).
- 1982: David Copperfield (David Copperfield "Adult").
- 1983: Pequeños Gigantes (Guineo).
- 1984: El Faraón (Capitolino Rojas).
- 1985: Tuyo Es mi Corazón (Carlos Sánchez).
- 1986: Gallito Ramírez (Javier "Gallito" Ramírez).
- 1987: Tormento (Carlos Augusto).
- 1988: La Otra (Arnaldo Vásquez).
- 1989: La Conciencia de Lucía (Alberto).
- 1989: LP Loca Pasión (Julio Sanmiguel "Sammy").
- 1990: Aventurera (Juan Carlos Santander).
- 1991: Escalona (Rafael Escalona).
- 1991: Cadena Braga (José Antonio).
- 1992: La Mujer Doble (Mateo Escondria).
- 1992–1993: La Estrategia del Caracol (José Antonio Samper Pupo).
- 1995: La Tele.
- 2012: La Voz Colombia (Coach).
- 2019: La Voz USA (Coach).

## Prêmios e indicações

### Grammy Latino
| Ano  | Categoria                                 | Indicação             | Resultado |
| ---- | ----------------------------------------- | --------------------- | --------- |
| 2000 | Gravação do Ano                           | Fruta Fresca          | Indicado  |
| 2000 | Álbum do Ano                              | "El Amor de Mi Terra" | Indicado  |
| 2000 | Canção do Ano                             | Fruta Fresca          | Indicado  |
| 2000 | Melhor Performance Vocal de Pop Masculina | Fruta Fresca          | Indicado  |
| 2000 | Melhor Álbum Tropical Tradicional         | "El Amor de Mi Terra" | Indicado  |
| 2000 | Melhor Canção Tropical                    | Fruta Fresca          | Indicado  |
| 2009 | Melhor Álbum Infantil do Ano              | Pombo Musical         | Venceu    |
| 2019 | Melhor Vídeo Musical Versão Longa         | "Déjame Quererte"     | Indicado  |

Recebeu, entre outros, o prêmio Grammy de 2001 na categoria Melhor Álbum tradicional de Música Tropical para o álbum Dejame Entrar. Em 2016, foi indicado ao Grammy Latino de Gravação do Ano e Canção do Ano por sua canção "La Bicicleta", que teve a participação da também colombiana Shakira.